# I-362
I-362 — підводний човен Імперського флоту Японії, який взяв участь у бойових діях Другої світової війни.

## Загальна інформація
Корабель спорудили в 1944 році на корабельні Mitsubishi в Кобе. Він належав до типу D (також знаний як клас I-361) та за проєктом призначався для здійснення транспортних місій з метою постачання численних японських гарнізонів, які з другої половини 1942-го дедалі частіше потрапляли у блокаду союзних сил. Втім, для самозахисту на човні все-таки зберегли два торпедні апарати (без запасних торпед).

## Бойова служба
21 серпня 1944-го І-362 вирушив у свій перший транспортний рейс до Мікронезії. Спершу 14 вересня човен відвідав віддалений острів Науру, де прийняв 85 пасажирів, після чого 21 вересня прибув на атол Трук у центральній частині Каролінського архіпелагу (тут тривалий час була головна база японського ВМФ у Океанії, проте в лютому 1944-го вона зазнала розгрому під час потужного рейду авіаносного з'єднання, а потім опинилась у блокаді). 22 вересня — 3 жовтня І-362 пройшов з Труку назад до Йокосуки, при цьому він перевіз 83 військовослужбовці морської авіації.
24 жовтня — 6 листопада 1944-го човен провів другий транспортний рейс, цього разу до острова Мінаміторісіма (Маркус).
1 січня 1945-го І-362 розпочав третій похід із завданням знову відвідати Каролінські острови — Трук та острів Мерейон (атол Вулеаї за вісім сотень кілометрів на захід від Труку). 13 січня в районі за шість сотень кілометрів на північний схід від Труку човен зустрівся з невеликим конвоєм, у якому два танкери перебували під охороною двох бойових кораблів. Один з останніх — ескортний есмінець USS Fleming — виявив радаром якусь надводну ціль та попрямував до неї. Коли дистанція вже була до двох кілометрів, відмітка зникла з радара. Тоді USS Fleming розпочав протичовновий пошук та встановив сонарний контакт із зануреним підводним човном. Після чотирьох серій глибинних бомб (на той момент уже настало 14 січня) сталися три підводні вибухи, після чого на поверхні можна було спостерігати уламки та нафтові плями. Ймовірно, саме цей бій став останнім для І-362.